# سامسونگ اس۸۳۰۰
سامسونگ اس۸۳۰۰ یک‌نمونه از گوشی‌های تلفن همراه سری S شرکت سامسونگ است که توسط همین شرکت به بازار عرضه شده‌است.